# 柱形阿里螺
柱形阿里螺（学名：Aliculastrum cylindricum）为阿地螺科阿里螺属的动物。分布于红海、安达曼群岛、毛里求斯岛、斯里兰卡、塞舌尔群岛、日本、菲律宾、托里斯海峡以及中国大陆的海南岛、西沙群岛等地，属于暖水性种类。其一般栖息于潮间带高潮线砂质底以及珊瑚礁间。